# Каталог основних галактик
Катало́г основни́х гала́ктик (англ. Principal Galaxies Catalogue, The Catalogue of Principal Galaxies, або PGC) — астрономічний каталог, що містить ідентифікацією 73 197 галактик з екваторіальними координатами на епохи B.1950 та J2000.0. Опублікований 1989 року. За інформацією авторів 40 932 об'єкти мають стандартне відхилення координат у межах 10″. Всього 131 601 назв з 38 найпоширеніших джерел.
Додатково до основних даних каталог містить також:
- 49 102 морфологічних описів,
- 52 954 видимих розмірів за великою й малою осями,
- 67 116  видимих зоряних величин,
- 20 046 радіальних швидкостей та
- 24 361 позиційних кутів.

2003 року опубліковано переглянуте видання, яке отримало назву LEDA (абревіатура від англ. Lyon-Meudon Extragalactic database). Воно містить близько мільйона галактик, яскравіших 18 фотографічної зоряної величини.